# Walker Hayes
Charles Edgar Walker Hayes (Mobile, 27 dicembre 1979) è un cantante statunitense.
È meglio noto per il suo singolo del 2021 Fancy Like, che ha raggiunto la terza posizione della Billboard Hot 100 dopo aver ottenuto popolarità su TikTok.

## Biografia
Hayes è nato a Mobile il 27 dicembre 1979, figlio di un agente immobiliare. Si è laureato al Birmingham Southern College nel 2002 in teoria della musica con specializzazione in pianoforte.
Nel 2005 si è trasferito a Nashville con la speranza di entrare nel business della musica country, riuscendo a firmare dapprima un contratto con la Mercury Nashville e in seguito con la Capitol Nashville. Il suo singolo di debutto Pants è uscito nel 2010 e ha segnato la sua prima entrata nella Hot Country Songs, dove ha raggiunto la top forty. Nel 2011 hanno fatto seguito il secondo singolo Why Wait for Summer e l'album di debutto Reason to Rhyme.
Negli anni successivi ha scritto canzoni per altri artisti country, facendo anche da corista in alcuni di essi. Tuttavia nel 2015 è stato rescisso il contratto con la Capitol e Hayes ha iniziato a lavorare come dipendente nella catena di ipermercati Costco. Nel 2016 ha ricevuto un nuovo contratto con la divisione di Nashville della Monument Records, con la quale ha pubblicato due EP: 8Tracks (Vol. 1): Good Shit e 8Tracks (Vol. 2): Break the Internet. Boom, il suo secondo LP, è stato reso disponibile l'8 dicembre 2017 ed è stato trainato dalla hit You Broke Up with Me, che oltre a raggiungere i primi dieci posti della classifica country, ha portato Hayes per la prima volta nella Hot 100 al numero 62.
Nel 2018 ha pubblicato i singoli Craig e 90's Country, quest'ultimo un medley dei maggiori successi country degli anni novanta. Il 6 dicembre 2019 è stata la volta del quarto EP 8Tracks Vol. 3 – Black Sheep. Nell'aprile 2020 ha reso disponibile il singolo Trash My Heart, registrato durante la pandemia di COVID-19.
Il suo EP successivo, dal titolo Country Stuff, è stato pubblicato il 4 giugno 2021 e ha generato il singolo Fancy Like, che ha ricevuto immediato seguito sulla piattaforma TikTok; in seguito a raggiunto il primo posto della Hot Country Songs e la terza posizione della Billboard Hot 100. Il 10 settembre successivo ne è stata resa disponibile una nuova versione figurante la partecipazione della cantante Kesha. Nel gennaio 2022 ha reso disponibile il suo terzo album Country Stuff the Album, contenente la hit Fancy Like e dodici inediti tra cui i singoli U Gurl e AA. Ha debuttato in top ten nella Billboard 200, divenendo il primo disco di Hayes a compiere tale impresa. Nel corso del 2022 pubblica vari altri singoli, tra cui la collaborazione con Ciara Y'All Life.

## Vita privata
Hayes vive a Franklin, in Tennessee, con la moglie Laney Beville Hayes, con la quale ha avuto sei figli. Una settima genita è morta poche ore dopo il parto il 6 giugno 2018.

## Discografia

### Album in studio
- 2011 – Reason to Rhyme
- 2017 – Boom
- 2022 – Country Stuff the Album

### Extended play
- 2010 – Walker Hayes
- 2016 – 8Tracks (Vol. 1): Good Shit
- 2016 – 8Tracks (Vol. 2): Break the Internet
- 2019 – 8Tracks (Vol. 3): Black Sheep
- 2021 – Country Stuff

### Singoli
- 2010 – Pants
- 2011 – Why Wait for Summer
- 2014 – Pimpin' Joy
- 2017 – You Broke Up with Me
- 2018 – Craig
- 2018 – 90's Country
- 2019 – Don't Let Her
- 2020 – Trash My Heart
- 2021 – Fancy Like
- 2021 – U Gurl
- 2021 – AA
- 2022 – Drinking Songs
- 2022 – Y'All Life (solo o feat. Ciara)
- 2022 – That Dog'll Hunt
- 2022 – High Heels
- 2022 – Face in the Crown